# Edwige Bonnevie
Pour les articles homonymes, voir Bonnevie.
Edwige Bonnevie, née Edwige Tourne le 9 décembre 1954 à Chartres, est une ingénieure française.

## Biographie
Elle occupe successivement différents postes au sein de la direction générale de l’Armement (DGA), puis elle est désignée directeur adjoint de l’équipe de l’Union de l’Europe occidentale responsable des études de systèmes spatiaux d’observation, elle travaille ensuite dans différents ministères, ainsi que dans le Commissariat à l’énergie atomique (CEA). De plus elle est désignée directrice du Pôle maîtrise des risques et directeur central de la sécurité ainsi que  fonctionnaire de sécurité et de défense de la sphère du nucléaire. Promue directrice déléguée à la sécurité-sûreté, elle prend sa retraite en mai 2019.

### Études
Née dans la ville de Chartres (France), Edwige Bonnevie, alors Tourne étudie au lycée Marceau où elle décroche un baccalauréat scientifique, pour ensuite intégrer les prestigieuses École polytechnique en 1973, ainsi que l'École nationale supérieure de l'aéronautique et de l'espace diplômée en 1978 (devenue l’ISAE-supaero en 2007, à la suite de la fusion entre l'École nationale supérieure de l'aéronautique et de l'espace et l'École nationale supérieure d'ingénieurs de constructions aéronautiques).

### Postes occupés
Edwige Bonnevie a commencé sa carrière en 1978 dans la direction générale de l’Armement (DGA) où elle est nommée responsable de la préparation du programme de satellite d’observation Hélios.
En 1992, elle est désignée directeur adjoint de l’équipe de l’Union de l’Europe occidentale (UEO) responsable des études de systèmes spatiaux d’observation.
En même temps de 1989 à 1994, elle assure les fonctions de conseiller pour les affaires de Défense au sein des ministères successifs chargés de l’espace.
Depuis 1994, elle se réoriente vers le domaine de la dissuasion où elle travaille, à la DGA. Elle a la responsabilité dans le domaine des missiles stratégiques de chef du Groupe études générales, ensuite de sous-directeur, chef de la Division systèmes et techniques, au Service des programmes nucléaires.
En mai 1999, elle est nommée sous-directrice des affaires nucléaires, biologiques et chimiques,.
En 2001, Edwige Bonnevie entre au Commissariat à l’énergie atomique (CEA) avec les fonctions de directeur adjoint des applications militaires.
Elle s'intéresse plus précisément aux dossiers concernant l’organisation, la maîtrise des projets, l’évolution des métiers, les relations avec les organisations internationales et les performances des anciens sites de la direction des applications militaires.
À partir de juillet 2008, elle est promue directrice du Pôle "maîtrise des risques" et directeur central de la sécurité.
En 2016, alors qu'elle est déjà fonctionnaire de sécurité et de défense de la sphère du nucléaire, Edwige Bonnevie est désignée directeur délégué à la sécurité-sûreté près de l’administrateur général, tout en continuant d’exercer ses fonctions de directeur central de la sécurité .
Elle est la première femme à être promue au grade d’ingénieur général de l’armement le 11 octobre 2000,,,.

### Activités
Edwige Bonnevie est nommée directrice déléguée à la sécurité-sûreté auprès de l’administrateur général. Ses fonctions de directrice centrale de la Sécurité sont préservées. En 2000, elle est la première femme qui a eu accès au grade d’ingénieur général de l’Armement. Edwige Bonnevie est également membre de l’Académie des technologies  depuis 2012 et déléguée générale depuis 2019 ainsi qu'auditrice de la 30e session du Centre des hautes études de l’armement. En 2017, elle clôt la conférence "Les femmes dans l'aérospatial" à l'hôtel de région d'Occitanie. Elle est aussi ambassadrice de la campagne de l'ISAE-supaero "Donnons des ailes à leur passion".

## Titres et distinctions

### Distinctions
- Commandeure de l'ordre national du Mérite (2010)[4],[14]
- Grand officier de la Légion d'honneur (2024)[15]